# František Gregor (entomolog)
František Gregor (21. února 1896 Ubušín – 25. května 1942 Koncentrační tábor Mauthausen) byl český entomolog, geograf, středoškolský pedagog, odbojář a oběť nacismu.

## Život
František Gregor se narodil 21. února 1896 v Ubušíně u Jimramova v rodině rolníka a starosty obce Františka Gregora a Josefy, rozené Gregorové. Vychodil měšťanskou školu v Bystrém a v roce 1914 odmaturoval na Vyšší reálce v Novém Městě na Moravě. Během první světové války bojoval na ruské a italské frontě. Po jejím skončení mezi lety 1918 a 1921 vystudoval Přírodovědeckou fakultu Univerzity Karlovy. Z důvodu úmrtí otce si musel během studií vydělávat jako suplující profesor na reálce v Praze v Ječné ulici. V roce 1921 nastoupil do nově založeného Českého státního reformního gymnázia v Novém Jičíně, kde působil do roku 1923 a mezi lety 1926 a 1935. V mezidobí vyučoval na ruském reálném gymnáziu v Mukačevu. Od roku 1935 působil na Státním reálném gymnáziu v Křenové ulici v Brně. V roce 1924 se oženil s odbornou učitelkou Marií Pokornou, manželům se v roce 1926 narodil syn František, budoucí malíř, ilustrátor a rovněž entomolog, a též syn Miroslav. Pracoval na výzkumu blanokřídlého hmyzu, převážně pilatkovitých a lumkovitých, v tomto oboru získal mezinárodní uznání a shromáždil rozsáhlou sbírku. Publikoval třicet vědeckých prací, kromě toho mu vyšla v roce 1948 publikace Jimramov s okolím od Víru po Svratku, sestavil i podrobnou mapu Podkarpatské Rusi a spoluzaložil a redigoval vlastivědný časopis Kravařsko. Zasloužil se o vznik periodika Entomologické listy, kterého byl poté redaktorem, a v roce 1938 o uspořádání prvního sjezdu československých entomologů v Brně. Byl členem Moravské přírodovědecké společnosti, členem výboru a ředitelem entomologické sekce Přírodovědeckého klubu v Brně, činovníkem Sokola a členem Československé společnosti entomologické. Za Československou stranu národně socialistickou byl členem městského zastupitelstva a rady v Novém Jičíně. Po německé okupaci v březnu 1939 vstoupil do protinacistického odboje ve skupině Brno-západ organizace Obrana národa. Za tuto činnost byl 13. listopadu 1941 zatčen gestapem a vězněn v brněnských Kounicových kolejích. Dne 25. května 1942 zahynul v koncentračním táboře Mauthausen.

## Posmrtná ocenění

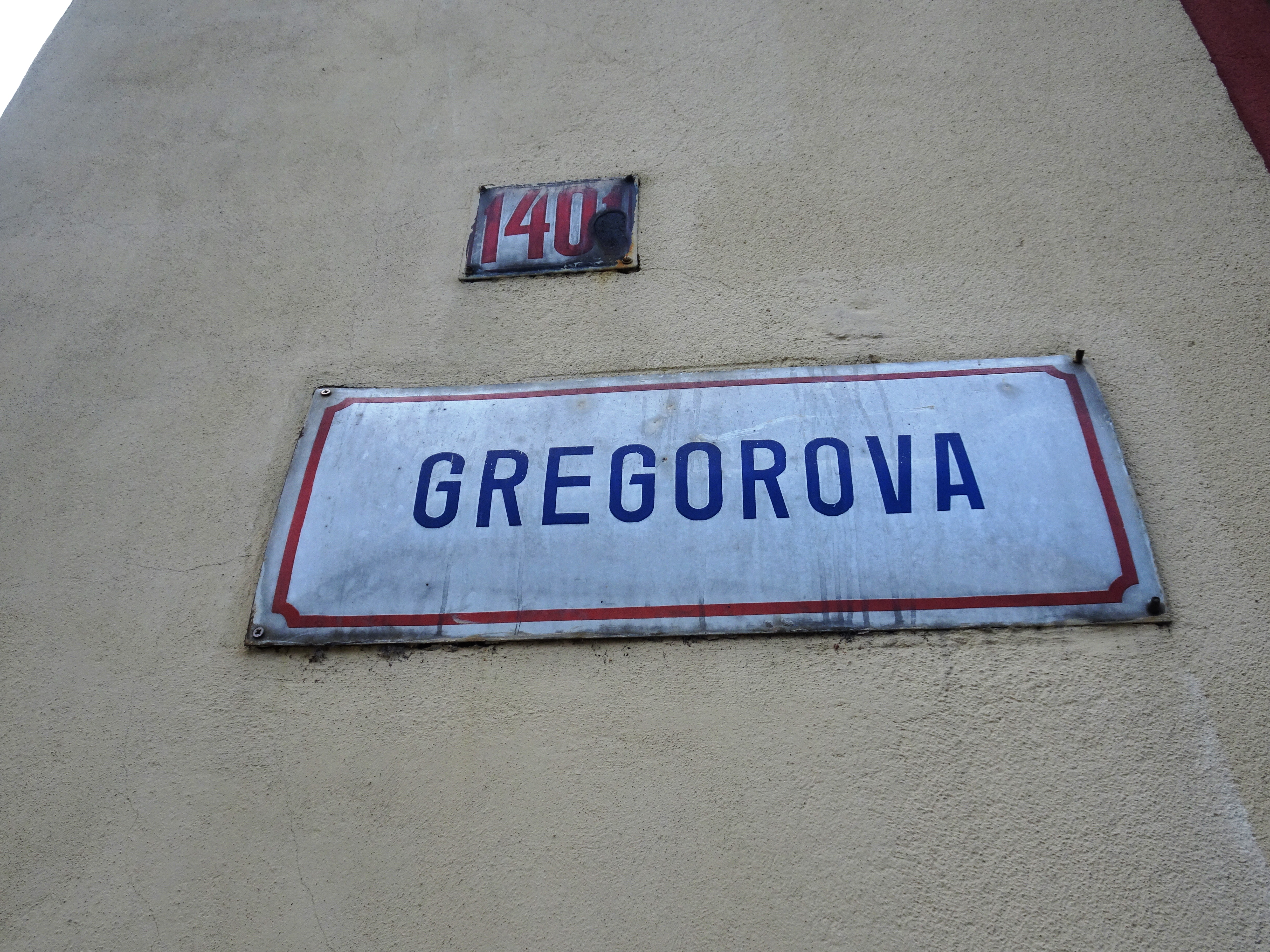
Gregorova ulice

- Po Františku Gregorovi byla v Novém Jičíně pojmenována jedna z ulic
- František Gregor byl v roce 2022 jmenován čestným občanem města Nového Jičína